# Indiophonus
Indiophonus is een geslacht van kevers uit de familie van de loopkevers (Carabidae). De wetenschappelijke naam van het geslacht is voor het eerst geldig gepubliceerd in 1996 door N.Ito.

## Soorten
Het geslacht Indiophonus is monotypisch en omvat slechts de volgende soort:
- Indiophonus pilosus N.Ito, 1996